# Monoestable
Un monoestable és un circuit elèctric multivibrador que realitza una funció seqüencial consistent en el fet que, en rebre una excitació exterior, canvia d'estat i s'hi manté durant un període que ve determinat per una constant de temps. Transcorregut aquest període, la sortida del monoestable torna al seu estat original. Per tant, té un estat estable (d'aquí el seu nom) i un estat gairebé estable. Aquest circuit és útil per crear un període de durada fixa en resposta a algun esdeveniment extern. Aquest circuit també es coneix com a one shot.

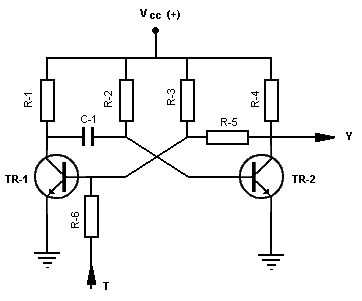
Circuit multivibrador monoestable.

A la Figura 1 es representa l'esquema d'un circuit multivibrador monoestable, realitzat amb components discrets, el funcionament és el següent:
En aplicar la tensió d'alimentació (Vcc), els dos transistors iniciaran la conducció, ja que les seves bases reben un potencial positiu a través de les resistències R-2 i R-3, però com que els transistors no seran exactament idèntics, pel mateix procés de fabricació i el grau d'impureses del material semiconductor, un conduirà abans o més ràpid que l'altre.
Suposem que és TR-2 el que condueix primer. El voltatge en el seu col·lector estarà prop de 0 volts (sortida I a nivell baix), de manera que la tensió aplicada a la base de TR-1 a través del divisor format per R-3, R-5, serà insuficient perquè condueixi TR-1. En aquestes condicions TR-1 romandria bloquejat indefinidament.
Però si s'aplica un impuls de tret de nivell alt per l'entrada T, el transistor TR-1 conduirà i la seva tensió de col·lector es farà propera a 0 V, de manera que C-1, que estava carregat a través de R-1 i la unió base-emissor de TR-2, es descarregarà a través de TR-1 i R-2 aplicant un potencial negatiu a la base de TR-2 que el portarà al tall (sortida I a nivell alt). En aquesta condició, la tensió aplicada a la base de TR-1 és suficient per mantenir-lo en conducció encara que hagi desaparegut l'impuls de tret al T. Seguidament s'inicia la càrrega de C-1 a través de R-2 i TR-1 fins que la tensió en el punt d'unió de C-1 i R-2 (base de TR-2) sigui suficient perquè TR-2 torni a conduir i TR-1 quedi bloquejat. La durada del període  quasi estable  ve definit pels valors de C-1 i R-2.

## Monoestables integrats
Es troba monoestables integrats en diverses famílies lògiques, tant TTL (9601, 74.121 i altres) com CMOS (4047, 4.528...). Són circuits que comprenen part analògica, que és la generació del pols, i part digital, que proporciona diverses funcions lògiques entre les entrades i les sortides digitals.
La precisió de la temporització depèn de la part analògica, que sol consistir en un generador de corrent que carrega un condensador  C  (extern) i un comparador de tensió. Moltes vegades el generador de corrent només és una resistència  N  (externa o interna) connectada a Vcc. La durada del pols és funció de  N · C, encara que la dependència exacta depèn del model. Llavors, les toleràncies de  R  i  C  apareixen directament com a errors en la durada del pols, així com les seves variacions amb la temperatura. A més és la part més sensible al soroll.
La part digital afegeix diferents prestacions, produint diversos tipus de monoestables:
- Restaurar o  reset: Una entrada de  reset  permet interrompre el pols en qualsevol moment, deixant el dispositiu preparat per a un nou tret.
- Redisparable ( retriggerable ): Permet reiniciar el pols amb un nou xut abans de completar la temporització. Diguem que es té un temporitzador de 4 ms, però als 2 ms d'iniciat el pols es fa un nou tret, la durada que s'obté és de 2+4 = 6 ms. Els monoestables no redisparables només permeten el tret quan no hi ha cap temporització en curs. És a dir, en l'exemple anterior ignoraria el segon tret i s'obtindria un pols de 4 ms només.
- Monoestables-Multivibrador: Són monoestables dobles (Dos, normalment independents) a la mateixa càpsula que permeten la seva connexió de manera que la fi del pols generat per un d'ells dispara l'altre. Permeten el control precís i independent dels temps alt i baix del senyal de sortida.
- Per temporitzacions llargues, s'afegeixen comptadors a un multivibrador que prolonguen la durada del pols. Per exemple, l'ICM7242.

L'ús de monoestables en circuits digitals està fortament desaconsellat, ja que afegeixen imprecisions degudes als components analògics, major sensibilitat al soroll ja forts cops, i augmenten el consum en nivells altíssims i la mida és massa gran. En el seu lloc s'utilitzaran comptadors digitals que generin les temporitzacions a partir d'un rellotge de referència.

## Altres monoestables
A més dels circuits anteriors, hi ha circuits amb una part digital molt reduïda, que es poden utilitzar bé com monoestables o com multivibradores i existeixen tant en tecnologia bipolar com cmos. El NE555 és el paradigma d'aquest tipus de circuits.